# Kegelnevel
De Kegelnevel is een nevel in het sterrenbeeld Eenhoorn. De Kegelnevel werd  op 26 december 1785 ontdekt door William Herschel, die er de naam HV.27 aan gaf. 
De Kegelnevel bevindt zich op ongeveer 2700 lichtjaar van de aarde. De nevel maakt deel uit van de nevelvorming rond de Kerstboomcluster. De aanduiding NGC 2264 in de New General Catalogue verwijst naar de Kegelnevel en de Kerstboomcluster.
De Kegelnevel wordt zo genoemd vanwege zijn vorm. Hij ligt in het zuidelijke deel van NGC 2264, het noordelijke deel is de Kerstboomcluster met magnitude 3,9. Dit is tevens in het noordelijke deel van Eenhoorn, net ten noorden van het middelpunt van een lijn tussen de sterren Procyon en Betelgeuze.
De vorm van de kegel komt door de combinatie van een donkere absorptienevel, bestaande uit koude waterstofmoleculen en stof, en voor zwakke emissienevel met waterstof dat wordt verhit en geioniseerd door S Monocerotis. Deze laatste is de helderste ster van NGC 2264. De zwakke nevel is ongeveer zeven lichtjaar lang (met een lengte van 10 boogminuten).
De nevel maakt deel uit van een veel groter stervormingscomplex. De Hubble ruimtetelescoop heeft in 1997 beelden gemaakt van de stervorming.